# Dramatic (YUKI的单曲)
「Dramatic」（日語：ドラマチック）是YUKI的第11张单曲。

## 简介
- 同名曲「ドラマチック」曲风明快，是主要采用了弦乐器的一首特征鲜明的乐曲。除了这首歌外，还收录了2004年9月30日在Zepp Tokyo举行的演唱会中披露的「JOY」和「ハローグッバイ」的演唱会版本。
- PV由钢笔画风的动画和YUKI在演唱会中歌唱的映像构成。动画的一部分描写了蜂蜜与四叶草的情节，是作为和『蜂蜜与四叶草』联动的包含了其意识的一首作品。
- 此曲在oricon周榜上创造了第2位的记录，这是自她单飞后单曲的最好成绩（JUDY AND MARY时代的「そばかす」曾创造了第1位的记录）。

## 收录曲
1. ドラマチック
  - 作詞：YUKI／作曲・編曲：蔦谷好位置
  - 富士电视台动画『蜂蜜与四叶草』片头曲
2. JOY（Live）
  - 歌词「运命は必然じゃなく偶然で出来てる（命运并非偶然而是一种必然）」的部分，演唱时将“必然”和“偶然”互换了（这样表达更加合理）。
3. ハローグッバイ（Live）
4. ドラマチック -Less Vocal-

## 收录专辑
- Wave（#1）
- five-star（#1）